# Mollie Dive
Mary Clouston Dive (* 26. Juni 1913 in Five Dock, Sydney, Australien, bekannt als Mollie Dive; † 10. September 1997 in Roseville, Sydney) war eine australische Cricketspielerin und Wissenschaftlerin, die zwischen 1948 und 1951 für die australische Nationalmannschaft spielte und ihre Kapitänin war.

## Kindheit und Ausbildung
Schon zu Schulzeiten war Dive in vielen Sportarten aktiv, konnte aber vor allem im Cricket und Hockey herausstechen. Beim Cricket wurde sie vor allem durch ihren Vater, Percy Dive, beeinflusst der selbst Cricket für New South Wales spielte. Sie besuchte das Roseville College und das Presbyterian Ladies’ College in Pymble. Ab 1932 studierte sie an der Sydney University und machte in 1936 ihren Abschluss als Bachelor of Science.

## Aktive Karriere
Ab 1933 war sie sowohl Bestandteil des Hockeyteams von New South Wales wie auch der Cricketmannschaft. Für letztere wurde sie 1938 als Kapitänin ausgewählt. Nach dem Zweiten Weltkrieg führte sie die australische Nationalmannschaft bei ihrem Debüt als Kapitänin im März 1948 bei der ersten Begegnung Australiens mit Neuseeland in Wellington. Dabei gelangen ihr ein Fifty über 59 Runs. Ein Jahr später kam England nach Australien und ihr gelang im zweiten Spiel der Serie ein weiteres Fifty über 51 Runs, womit sie einen wichtigen Anteil am Spielgewinn, der Australien den Toursieg und damit den ersten Ashes-Sieg, sicherte, hatte. Für ihre letzte Tour für Australien begab sie sich in der Saison 1951 nach England. Hier gelangen ihr noch ein Mal 33 Runs im zweiten WTest.

## Nach der aktiven Karriere
Nach der Tour in England zog sie sich aus der Nationalmannschaft zurück. Sie arbeitete bereits zwischen 1936 und 1941 für Amalgamated Wireless. Daraufhin wechselte sie als Scientific Officer zu CSIRO, wo sie beim National Standards Laboratory bis zu ihrer Pensionierung im Jahr 1973 tätig war. Daneben war sie im Bereich der Sportadministration tätig, unter anderem für die Sydney University Women’s Sports Association und die New South Wales Women’s Cricket Association deren Präsidentin sie zwischen 1952 und 1965 war. Sie war des Weiteren in der Führung des Australian Women’s Cricket Council involviert und als Selektorin für New South Wales und das australische Nationalteam tätig. Im Hockey widmete sie sich ab 1949 dem Schiedsrichterwesen. Auch dort war sie Selektorin für das Team von new South Wales und dem Nationalteam und managte dabei mehrere Reisen des NSW Teams. Im North Sydney Oval wurde im Februar 1987 eine Tribüne nach ihr benannt. Nachdem in späteren Jahren ihre Mobilität eingeschränkt war, verstarb sie im September 1997 in Roseville, einem Vorort von Sydney.